# Historische Ausstellung der Stadt Wien 1883

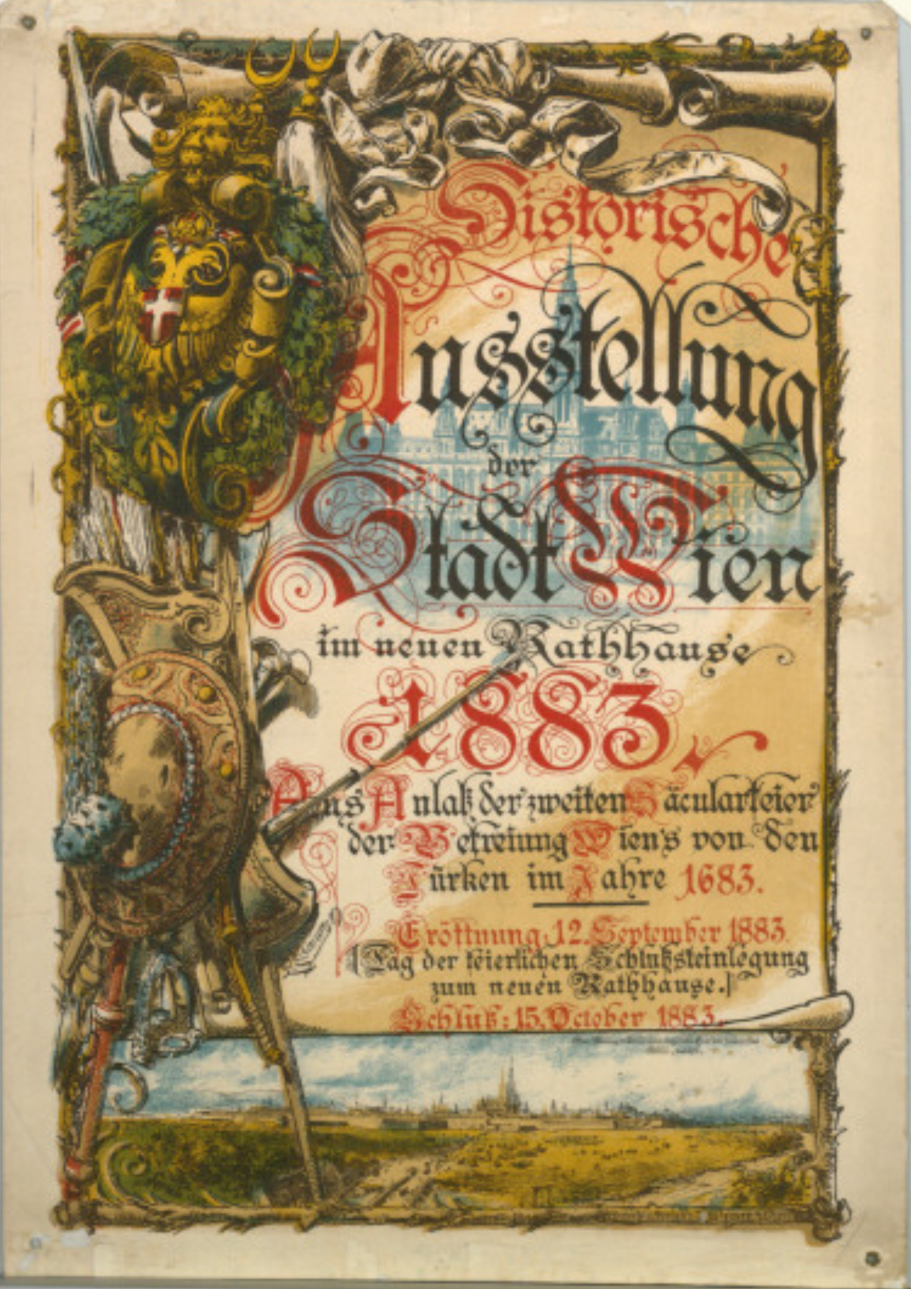
Offizielles Plakat zur Ausstellung

Die Historische Ausstellung der Stadt Wien fand vom 12. September bis zum 5. November 1883 im Wiener Rathaus statt und informierte anlässlich der zweiten Säkularfeier über die Befreiung Wiens von den Türken im Jahr 1683.
Die Ausstellung stellte einen Höhepunkt von mehreren Ereignissen der von der Stadt Wien zelebrierten „Säkularfeier 1883“ dar, die an die Ereignisse bei der Zweiten Wiener Türkenbelagerung vom 15. Juli bis 12. September 1683 erinnerten, in der sich das Heilige Römische Reich Deutscher Nation mit seinen Verbündeten behaupten konnte und in der Österreich als europäische Großmacht aufgegangen ist.

## Ausstellungsprofil
Diese pompös inszenierte Ausstellung wurde am 12. September 1883, dem 200. Jahrestag der Befreiung Wiens, unmittelbar nach der feierlichen Schlusssteinlegung des soeben fertiggestellten neuen Wiener Rathauses von Kaiser Franz Joseph I. in Anwesenheit des Wiener Bürgermeister Eduard Uhl und zahlreicher Prominenz eröffnet. Die Säkularkommission bemühte sich um eine zahlreiche Zusammenstellung von Exponaten, die mit den historischen Ereignissen der Zweiten Wiener Türkenbelagerung in Zusammenhang gebracht werden konnten.
Als ausgestellte Exponate wurden Urkunden, Pläne, Münzen, literarische Werke, türkische Trophäen und sonstige Spuren, die die Türken in Wien hinterlassen hatten, und sogar der angebliche Schädel von Großwesir Kara Mustafa gezeigt. Kara Mustafa war der Oberbefehlshaber der türkischen Armee.
Das Militärgeographische Institut erstellte für die Ausstellung einen Plan der Stadt Wien und Umgebung im Maßstab 1:25.000, der einerseits die topographischen Gegebenheiten von 1683 aufwies, andererseits die Aufstellung der beiden Armeen in der entscheidenden Schlacht vom 12. September 1683 ersichtlich machte, um so die damaligen Ereignisse zu veranschaulichen.
Vier Tage lang, vom 13. bis 16. September, war das berühmte Kreuz, mit dem Marcus Avianus am 12. September 1683 als päpstlicher Legat das Entsatzheer vor dem Beginn des Kampfes segnete, ausgestellt. Avianus überredete Karl V. von Lothringen, dem polnischen König Johann III. Sobieski den Oberbefehl des Entsatzheeres zu überlassen und rasch gegen Wien vorzurücken. Er wurde ob dieser Ereignisse als Retter Wiens bezeichnet. Bischof Kasimir Forloni von Kattaro brachte dieses Kreuz persönlich nach Wien und nahm es auch wieder mit.
Johann Graf Wilczek überreichte der Ausstellungskommission ein lebensgroßes Gemälde von Dr. Grüner, dem Rektor der Wiener Universität im Jahr 1683.

## Besucher
Die Ausstellung erfreute sich seit Eröffnung einer äußerst regen Teilnahme. Nach drei Tagen zählte man bereits 9.483 Besucher und die anlässlich der Schau aufliegenden 4.000 Kataloge wurden bald nachgedruckt. Aufgrund des überwältigenden Erfolges wurden die Räumlichkeiten nachträglich mit elektrischem Licht versorgt und die Öffnungszeiten bis in die Abendstunden ausgedehnt. Weiters wurde die Ausstellung von ursprünglich 15. Oktober bis 5. November verlängert und zählte insgesamt 163.000 Besucher.